# 抽象解析数论
抽象解析数论（abstract analytic number theory）是数学的一个分支，把传统的解析数论的观点和方法应用于各种不同的数学领域中。以经典的素数定理为原型，重点关注抽象渐进分布的结果。该理论由数学家John Knopfmacher，Arne Beurling等人提出。

## 算术半群
该理论涉及到一个基本概念，算术半群，是满足以下性质的交换幺半群G：
- G有一个可数子集P，使得G中的每个元素{\displaystyle a\neq 1}有唯一分解{\displaystyle a=p_{1}^{\alpha _{1}}p_{2}^{\alpha _{2}}\cdots p_{r}^{\alpha _{r}}}，其中{\displaystyle p_{i}}是P中不同的元素，{\displaystyle \alpha _{i}}是正整数，并且不考虑顺序。P的元素称为G的素元（prime）。
- 存在G上的实值映射{\displaystyle |\cdot |:G\to \mathbb {R} }，称为范数（norm），使得
  1. {\displaystyle |1|=1}
  2. 对任意{\displaystyle p\in P}，{\displaystyle |p|>1}
  3. 对任意{\displaystyle a,b\in G}，{\displaystyle |ab|=|a||b|}
  4. 对任意实数{\displaystyle x>0}，G中范数不超过x的元素的总个数是有限的。即{\displaystyle N_{G}(x)=\#\{a\in G:|a|\leq x\}}

### 加法数系
若算术半群的底部幺半群G是自由的，则称为加法数系（additive number system）。
若范数是整数值的，则可以在G上定义计数函数{\displaystyle a(n)}和{\displaystyle p(n)}，其中{\displaystyle p(n)}是P中范数为n的元素的个数，{\displaystyle a(n)}是G中范数为n的元素的个数。令{\displaystyle A(x)=\sum _{n}{a(n)x^{n}},\quad P(x)=\sum _{n}{p(n)x^{n}}}为对应的形式幂级数。可得基本恒等式
{\displaystyle A(x)=\prod _{n}{(1-x^{n})^{-p(n)}}}
G的收敛半径定义为幂级数A(x)的收敛半径。
基本恒等式还有另一种形式
{\displaystyle A(x)=\exp \left({\sum _{m\geq 1}{\frac {P(x^{m})}{m}}}\right)}

## 例子
- 算术半群的原型是正整数的乘法半群{\displaystyle \mathbb {Z} _{+}=\{1,2,3,\cdots \}}，素元就是通常的素数{\displaystyle P=\{2,3,5,\cdots \}}。范数就是{\displaystyle |n|=n}，因此{\displaystyle N_{G}(x)=\lfloor x\rfloor }，即不超过x的最大整数。
- 设K是一个代数数域，即有理数域{\displaystyle \mathbb {Q} }的有限扩张，K中的整数组成环{\displaystyle O_{K}}，则{\displaystyle O_{K}}的所有非零理想组成的集合G是算术半群，单位元是{\displaystyle O_{K}}，理想{\displaystyle I}的范数等于商环{\displaystyle O_{K}/I}的基数。这种情况下，与素数定理对应的推广就是兰道素理想定理（英语：Landau prime ideal theorem），描述了{\displaystyle O_{K}}中的理想的渐进分布。

## 方法与技巧
算术函数与ζ函数的用处十分广泛。可以將传统的解析数论中算术函数与ζ函数的各种方法和技巧，推广到任意的算术半群上（可能还要满足几个附加的公理）。例如下面公理：
- A公理：存在正数A与{\displaystyle \delta }，以及常数{\displaystyle \nu \ (0\leq \nu <\delta )}，使得{\displaystyle N_{G}(x)=Ax^{\delta }+O(x^{\nu }),\ x\to \infty }。

对任何满足A公理的算术半群，有以下抽象素数定理：
{\displaystyle \pi _{G}(x)\sim {\frac {x^{\delta }}{\delta \log {x}}},\ x\to \infty }
其中{\displaystyle \pi _{G}(x)}是P中满足{\displaystyle |p|\leq x}的元素p的总个数。